# Werner Michl
Werner Michl (* 19. Juli 1950) ist ein deutscher Hochschuldidaktiker in den sozialpädagogischen Arbeitsfeldern Jugendarbeit, Jugendhilfe und Erwachsenenbildung, mit den Schwerpunkten (Moderne) Erlebnispädagogik, Handlungsorientiertes Lernen und Outdoor-Training.

## Leben und Wirken
Nach dem Abitur 1971 studierte er Pädagogik, Psychologie, Ethnologie und Soziologie an der LMU München und schloss sein Studium mit dem Magister Artium ab. 1977–1978 war er Wissenschaftlicher Mitarbeiter am Geschwister-Scholl-Institut der Ludwig-Maximilian-Universität München. 1986 promovierte er zum Dr. phil. 1979–1990 war er Leiter der Jugendfreizeitstätte Pullach des Kreisjugendringes (KJR) München-Land (Pullach) (ab 1981 Jugendbildungsstätte Burg Schwaneck), 1990–1993 war er Referent für Jugendhilfe der Katholischen Jugendfürsorge der Erzdiözese München und Freising e. V.
1993 bis 2016 war Michl Professor für Soziale Arbeit an der Georg-Simon-Ohm Fachhochschule Nürnberg berufen (Unterbrechung 1996–2002: Leiter des „Zentrum für Hochschuldidaktik der bayerischen Fachhochschulen – DiZ“ in Kempten; 2002 absolvierte er ein Praxissemester bei OUTWARD BOUND Deutschland und Gastprofessur am Mikkeli Polytechnikum (Finnland)). 2009 wurde er zum Professeur associé an der Universität Luxembourg ernannt.
Michl ist langjähriges Mitglied vielfältiger Vereine, Verbände und Initiativen, u. a. seit 1997 Mitglied des Vorbereitungsteams des Internationalen Kongress erleben und lernen in Augsburg, Mitglied im Vorstand von Erlebnistage, des PEP-Beirats (Weiterbildung Praktische Erlebnispädagogik) von Erlebnistage und Mitorganisator von Sommer- und Winteruniversität, Bundesverband Individual- und Erlebnispädagogik, Dortmund (hier u. a. wissenschaftliche Begleitung: Qualitätssiegel „beQ – mit Sicherheit pädagogisch“), vhb – Verband der Hochschullehrer Bayern, Wissenschaftlicher Beirat von OUTWARD BOUND Professional und Mitglied im Wissenschaftlichen Beirat der Sinn-Stiftung.
1992 gründete Michl zusammen mit Michael Jagenlauf die Zeitschrift e&l – erleben und lernen, deren Herausgeber er bis heute ist. Gemeinsam mit Bernd Heckmair veröffentlichte er das Buch Erleben und Lernen. Einstieg in die Erlebnispädagogik.

## Publikationen (Auswahl)

### Bücher
- W. Michl (Hrsg.): Praxis der ökologischen Bildung in der Jugendarbeit. edition erlebnispädagogik. Lüneburg 1992.
- A. Bedacht, W. Dewald, B. Heckmair, W. Michl, K. Weis (Hrsg.): Erlebnispädagogik – Mode, Methode oder mehr? (= Soziale Arbeit in der Wende. Band 12). München 1992
- B. Heckmair, W. Michl: Erleben und Lernen. Einstieg in die Erlebnispädagogik. Luchterhand Verlag, Neuwied 1993.
- B. Heckmair, W. Michl, Walser, F. ( Hrsg.): Die Wiederentdeckung der Wirklichkeit. Erlebnis im gesellschaftlichen Diskurs und in der pädagogischen Praxis. Verlag Dr. J. Sandmann, München 1995.
- W. Michl, J. Riehl (Hrsg.): Leben gewinnen. Beiträge der Erlebnispädagogik zur Begleitung von Jugendlichen mit mehrfacher Behinderung. Verlag Dr. J. Sandmann, Alling 1996. (Buch und Video)
- W. Michl, P. Krupp, Y. Stry (Hrsg.): Didaktische Profile der Fachhochschulen. Projekte, Produkte, Positionen. Luchterhand Verlag, Neuwied/ Kriftel 1998.
- J. Einwanger, W. Michl: Leben im Griff. Dokumentation eines erlebnispädagogischen Langzeitprojekts – mit Heimjugendlichen in Höhle, Fels und Schnee. Interaktive CD-ROM. Verlag Dr. J. Sandmann, Alling 1998.
- C. Schödlbauer, H. Paffrath, W. Michl (Hrsg.): Metaphern. Von Schnellstraßen, Saumpfaden und Sackgassen des Lernens. ZIEL-Verlag, Augsburg 1999.
- W. Michl, C. Schödlbauer: Erdachte Gespräche aus zwei Jahrtausenden. Ein Lese- und Studienbuch über Erleben und Lernen. Luchterhand Verlag, Neuwied/ Kriftel 1999.
- W. Michl (Hrsg.): Evaluation und Lehrbericht. Empfehlungen für Studiendekane. ZIEL-Verlag, Augsburg 1999.
- A. De Cuvry, F. Haeberlein, H. Bress, W. Michl (Hrsg.): Erlebnis Erwachsenenbildung. Zur Aktualität handlungsorientierter Erwachsenenbildung. Luchterhand Verlag, Neuwied/ Kriftel 2000.
- B. Heckmair, W. Michl: Erleben und Lernen. Einstieg in die Erlebnispädagogik. Luchterhand Verlag, Neuwied/ Kriftel 2002.
  - B. Heckmair, W. Michl: Yaşamak ve öğrenmek. Yaşantı pedagojisine giriş. Ilyayinevi, Izmir 2006.
- W. Michl: Erlebnispädagogik. 2. Auflage. UTB-Profile, München 2011.
  - Werner Michl: Pedagogika Przeżyć. WAM, Kraków 2011. (polnische Übersetzung – Michl: Erlebnispädagogik. München 2009 (UTB))
  - Вернер Михель: .Педагогика переживания. Москва 2013. (URSS) russische Übersetzung – Michl: Erlebnispädagogik. München 2011 (UTB)
- Bernd Heckmair, Werner Michl: Von der Hand zum Hirn und zurück. Bewegtes Lernen im Fokus der Hirnforschung. ZIEL-Verlag, Augsburg 2013.
- Janne Fengler, Michael Jagenlauf, Werner Michl (Hrsg.): Erlebnispädagogik: 30 Meilensteine in 20 Jahren. ZIEL-Verlag, Augsburg 2014 (ziel-verlag.de)

### Herausgeberschaften
- Buchreihe „erleben & lernen“ München/Bern (Ernst Reinhardt Verlag)
- Fachzeitschrift e&l – erleben und lernen. Internationale Zeitschrift für handlungsorientiertes Lernen." Augsburg (ZIEL-Verlag)